# Celama tineoides
Celama tineoides är en fjärilsart som beskrevs av Walker 1857. Celama tineoides ingår i släktet Celama och familjen trågspinnare. Inga underarter finns listade i Catalogue of Life.